# Rovio Entertainment
Rovio Entertainment Corporation, anteriormente conhecida como Relude, Rovio Mobile e Rovio Entertainment é uma empresa finlandesa desenvolvedora e distribuidora de jogos eletrônicos e uma empresa de entretenimento com sede em Espoo na Finlândia. A empresa foi fundada em 2003 com o nome de Relude e foi renomeada para Rovio Mobile em 2005, Rovio Entertainment em 2011 e Rovio Entertainment Corporation em 2017. A empresa ficou muito mais conhecida ao criar a série de jogos Angry Birds.
Em 2023, a Sega adquiriu a companhia por 706 milhões de euros (cerca de R$ 3,8 bilhões), a transação foi concluída no final de 2024.

## História

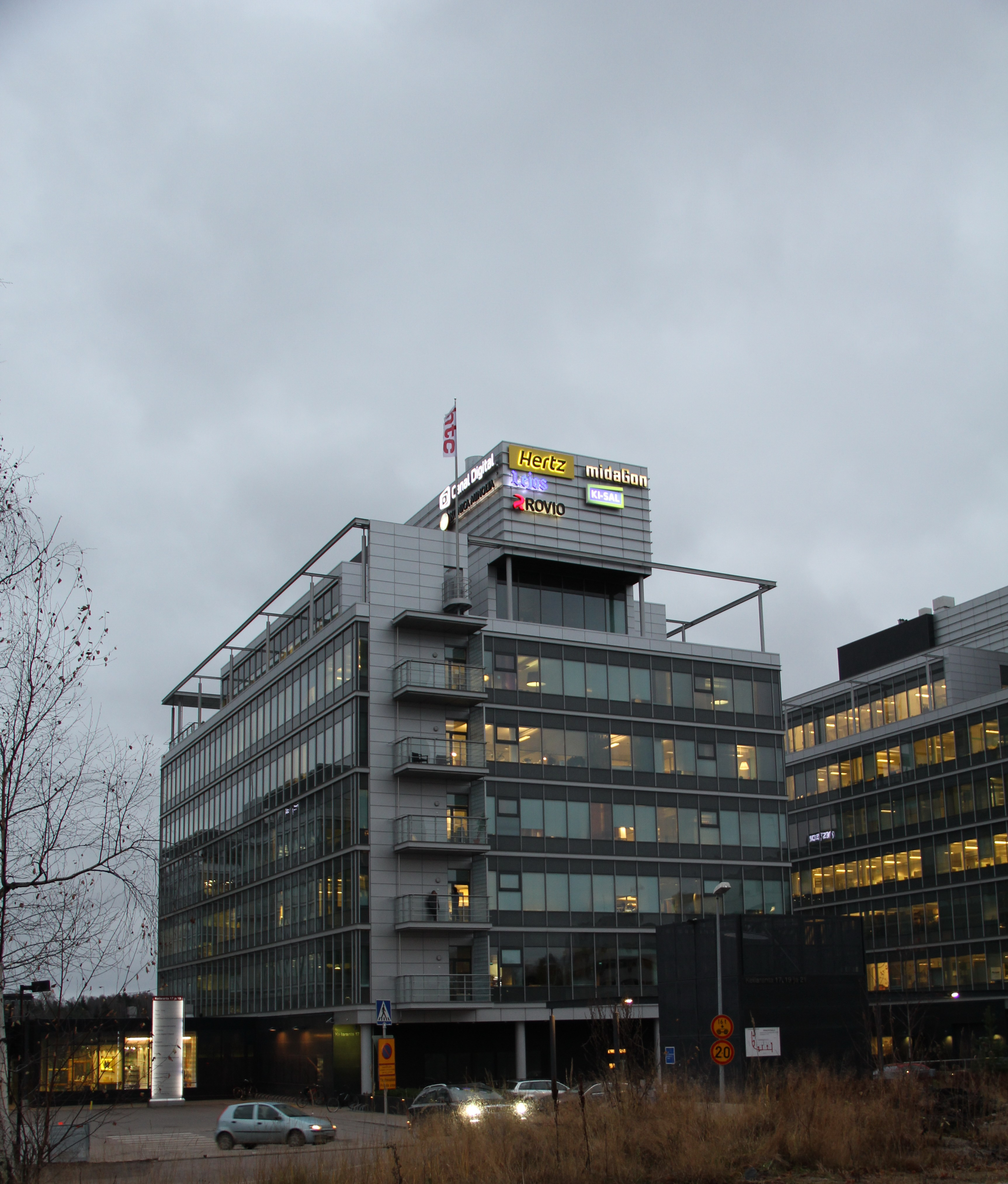
A sede da Rovio é neste complexo de escritórios em Keilaniemi, Espoo.

Em 2003, três estudantes da Universidade de Tecnologia de Helsinque (atual Aalto University School of Science), Niklas Hed, Jarno Väkeväinen e Kim Dikert participaram de uma competição de desenvolvimento de jogos para celular, patrocinada pela Nokia e HP. Uma vitória com um jogo multiplayer em tempo real chamado King of the Cabbage Mundial, levou o trio a criar sua própria empresa, a Relude. O jogo King of the Cabbage Mundial foi vendido para a Sumea (atualmente conhecida como Sumea Studios, como parte da Digital Chocolate) e o jogo foi renomeado para Mole War, que se tornou um dos primeiros jogos móveis multiplayer em tempo real, que foram comercializados. Em janeiro de 2005, Relude recebeu sua primeira rodada de investimentos de um investidor anjo e a empresa mudou seu nome para Rovio Mobile.
Em dezembro de 2009, Rovio lançou o Angry Birds, seu 52° jogo, um jogo de quebra-cabeças aonde um pássaro é arremessado usando um estilingue, o jogo foi lançado para iPhone, que chegou a ser o aplicativo número 1 da App Store para iOS, na lista de aplicativos pagos depois de seis meses. Em 2012, o jogo Angry Birds foi baixado mais de 1 bilhão de vezes, sendo que 25% deste total são os downloads pagos, tornando-se um dos jogos mais baixados da App Store.
Em março de 2011, Rovio levantou US $ 42 milhões em financiamento de capital de risco da Accel Partners, Atomico e Felicis Ventures. Em julho de 2011, a empresa mudou seu nome para Rovio Entertainment. Em junho de 2011, a empresa contratou David Maisel para trabalhar no filme de Angry Birds. Em outubro de 2011, a empresa comprou o Kombo, um estúdio de animação localizado em Helsinque, na Finlândia. O estúdio de animação foi comprado para produzir uma série de videos curtos, lançados primeiramente em 2012.
A partir de 2013, a empresa começou a publicar seus jogos eletrônicos, através de sua divisão chamada Rovio Stars. A partir de maio de 2014, Rovio desenvolve os jogos que não pertencem a franquia de Angry Birds, através de sua divisão a Rovio LVL11.

## Jogos

### Jogos desenvolvidos pela Rovio Entertainment
| Ano  | Título                   | Platforma(s) | Platforma(s) | Platforma(s) | Platforma(s) |
| Ano  | Título                   | Android      | iOS          | PC           | WP           |
| ---- | ------------------------ | ------------ | ------------ | ------------ | ------------ |
| 2009 | Angry Birds              | Sim          | Sim          | Sim          | Sim          |
| 2010 | Angry Birds Seasons      | Sim          | Sim          | Sim          | Sim          |
| 2011 | Angry Birds Rio          | Sim          | Sim          | Sim          | Sim          |
| 2012 | Angry Birds Space        | Sim          | Sim          | Sim          | Sim          |
| 2012 | Bad Piggies              | Sim          | Sim          | Sim          | Sim          |
| 2012 | Angry Birds Star Wars    | Sim          | Sim          | Sim          | Sim          |
| 2013 | Angry Birds Friends      | Sim          | Sim          | Sim          | Não          |
| 2013 | Angry Birds Star Wars II | Sim          | Sim          | Sim          | Sim          |
| 2013 | Angry Birds Go!          | Sim          | Sim          | Não          | Sim          |
| 2014 | Angry Birds Epic         | Sim          | Sim          | Não          | Sim          |
| 2014 | Angry Birds Stella       | Sim          | Sim          | Não          | Sim          |
| 2014 | Angry Birds Transformers | Sim          | Sim          | Não          | Não          |
| 2015 | Angry Birds POP!         | Sim          | Sim          | Não          | Não          |
| 2015 | Angry Birds Fight!       | Sim          | Sim          | Não          | Não          |
| 2015 | Angry Birds 2            | Sim          | Sim          | Não          | Não          |
| 2015 | Nibblers                 | Sim          | Sim          | Não          | Não          |
| 2015 | Love Rocks Shakira       | Sim          | Sim          | Não          | Não          |
| 2016 | Angry Birds Action!      | Sim          | Sim          | Não          | Não          |
| 2017 | Angry Birds Blast!       | Sim          | Sim          | Não          | Não          |
| 2017 | Battle Bay               | Sim          | Sim          | Não          | Não          |
| 2017 | Angry Birds Evolution    | Sim          | Sim          | Não          | Não          |
| 2017 | Angry Birds Match        | Sim          | Sim          | Não          | Não          |

### Jogos publicados pela Rovio Stars
| Ano  | Título          | Platforma(s) | Platforma(s) | Platforma(s) | Platforma(s) | Platforma(s) |
| Ano  | Título          | Android      | iOS          | PC           | WP           |              |
| ---- | --------------- | ------------ | ------------ | ------------ | ------------ | ------------ |
| 2013 | Tiny Thief      | Sim          | Sim          | Sim          | Sim          |              |
| 2013 | Juice Cubes     | Sim          | Sim          | Sim          | Sim          |              |
| 2014 | Plunder Pirates | Sim          | Sim          | Não          | Não          |              |
| 2015 | Jolly Jam       | Sim          | Sim          | Não          | Não          |              |
| 2015 | Sky Punks       | Sim          | Sim          | Não          | Não          |              |

## Ligações Externas
- Rovio Entertainment (Site oficial)